# 梅乌日河畔韦尔斯
梅乌日河畔韦尔斯（法語：Vers-sur-Méouge，法語發音：[vɛʁs syʁ meuʒ]）是法国德龙省的一个市镇，属于尼永斯区。

## 地理
梅乌日河畔韦尔斯（44°13'51"N, 5°34'14"E）面积13.81 平方千米，位于法国奥弗涅-罗讷-阿尔卑斯大区德龙省，该省份为法国东南部内陆省份，北起顺时针与伊泽尔省、上阿尔卑斯省、上普罗旺斯阿尔卑斯省、沃克吕兹省和阿尔代什省接壤。
与梅乌日河畔韦尔斯接壤的市镇（或旧市镇、城区）包括：埃加莱、伊宗拉布吕斯、梅武永、乌韦兹河畔蒙托邦、塞德龙、勒沙托自由城。

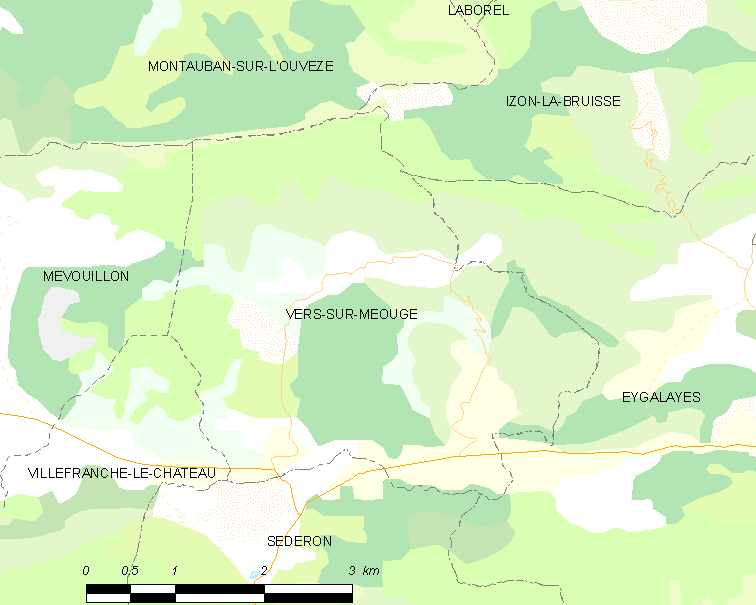
梅乌日河畔韦尔斯的OSM定位图

梅乌日河畔韦尔斯的时区为UTC+01:00、UTC+02:00（夏令时）。

## 行政
梅乌日河畔韦尔斯的邮政编码为26560，INSEE市镇编码为26372。

## 政治
梅乌日河畔韦尔斯所属的省级选区为尼永斯-巴罗尼县。

## 人口

1962-2008年间梅乌日河畔韦尔斯人口变化图示

梅乌日河畔韦尔斯于2022年1月1日时的人口数量为40人。